# Аксу (Жалагаський район)
Аксу́ (каз. Ақсу) — село у складі Жалагаського району Кизилординської області Казахстану. Адміністративний центр та єдиний населений пункт Аксуського сільського округу.
Населення — 1676 осіб (2021; 1276 у 2009, 1673 у 1999, 1507 у 1989).